# Gate (Oklahoma)
Gate es un pueblo ubicado en el condado de Beaver en el estado estadounidense de Oklahoma. En el año 2010 tenía una población de 	93 habitantes y una densidad poblacional de 132,86 personas por km².

## Geografía
Gate se encuentra ubicado en las coordenadas 36°51′7″N 100°3′21″O / 36.85194, -100.05583 (36.851903, -100.055805).

## Demografía
Según la Oficina del Censo en 2000 los ingresos medios por hogar en la localidad eran de $34,583 y los ingresos medios por familia eran $45,000. Los hombres tenían unos ingresos medios de $31,563 frente a los $20,938 para las mujeres. La renta per cápita para la localidad era de $18,891. Alrededor del 5.1% de la población estaban por debajo del umbral de pobreza.